# Жабенко Юрій Леонідович
Ю́рій Леоні́дович Жабе́нко (1984—2014) — солдат Збройних сил України, учасник російсько-української війни.

## З життєпису
Народився 1984 року в смт Брусилів (Житомирська область). Народився у багатодітній сім'ї; рано втратив батька. З дитячих років почав працювати, допомагаючи матері ростити менших братика і двоє сестричок, оскільки був старшою дитиною в родині. Закінчив 2000 року Брусилівський ліцей № 1. Навчався у Коростишівському професійно-технічному училищі, здобув спеціальність водія та механізатора. Відслужив строкову службу у Збройних силах України. По тому працював автослюсарем, любив техніку; мріяв про свою сім'ю та власний дім.
У березні 2014 року мобілізований. Номер обслуги, 26-та окрема артилерійська бригада.
8 серпня 2014 року загинув близько 1-ї години під час мінометного обстрілу терористами позиції гаубичного самохідно-артилерійського дивізіону.
Вдома лишилися мама Вергуль Галина Семенівна, дві сестри та брат.
Похований у Брусилові.

## Нагороди та вшанування
- 14 листопада 2014 року за особисту мужність і героїзм, виявлені у захисті державного суверенітету та територіальної цілісності України, вірність військовій присязі під час російсько-української війни, відзначений — нагороджений орденом «За мужність» III ступеня (посмертно)
- його портрет розміщено на меморіалі «Стіна пам'яті полеглих за Україну» в Києві: секція 2, ряд 8, місце 26
- вшановується 8 серпня на щоденному ранковому церемоніалі вшанування захисників України, які загинули за свободу, незалежність і територіальну цілісність нашої держави та під час проведення міжнародних операцій з підтримання миру і безпеки
- проводиться в Брусилові Кубок з волейболу пам'яті Юрія Жабенка[2].